# Braun (efternamn)
För andra betydelser, se Braun.
Braun är ett efternamn som kommer från tyska språket, där ordet betyder brun. Liksom Schwarz (svart) användes det mest som beteckning för människor med brunt hår men också med bruna ögon eller mörkare hudfärg.[källa behövs] Namnet ligger på 21:a platsen bland de 100 vanligaste tyska efternamnen. Engelska namnet Brown har samma betydelse. Många tyskar som emigrerade till USA ändrade sitt namn till Brown. Andra vanligt förekommande varianter är Braune, Braunert, Brauners, Bruhn, Brune och Bruno. Det sistnämnda kan även härstamma från förnamnet Bruno.
Försvenskade varianter som förekommer är Brun och Bruun. På svenska riddarhuset finns de  nobiliserade släkterna eller släktgrenarna von Braun, Brauner och Braunerhjelm. En adlig ätt Braun är numera utdöd. Braun förekom även som soldatnamn. 2017 bars efternamnet Braun av 517 personer i Sverige.

## Personer med efternamnet Braun
- Adolphe Braun (1811-1877), fransk fotograf
- Alexander Braun (1805–1877), tysk botaniker
- Angelika Braun (född 1967), svensk författare
- Bengt Braun (född 1946), svensk företagare
- Carl Braun, flera personer
  - Carl Braun (kompositör) (1788-1835), svensk oboist och kompositör
  - Carl Braun (läkare) (1822-1891), tysk läkare
- Carol Moseley Braun (född 1947), amerikansk politiker
- Colin Braun (född 1988), amerikansk raceförare
- Dieter Braun (född 1943), tysk raceförare, motorcykel
- Emil Braun (1809–1856), tysk arkeolog
- Erica Braun (född 1980) svensk skådespelare
- Eva Braun (1912-1945), Adolf Hitlers älskarinna och senare hustru
- Felix Braun (1885-1973), tysk poet
- Ferdinand Braun (1850-1918) tysk-amerikansk fysiker
- Fjodor Braun (1862-1942), rysk filolog
- Gregor Braun (född 1955), västtysk tävlingscyklist
- Greta Braun-Giesenfeld (1892-1976), svensk skulptör
- Gustav Braun (1881-1940), tysk geograf
- Heinrich Braun (1854-1927), tysk politiker
- Herbert Braun (1903–1991), tysk evangelist
- Jerzy Braun (1911-1968), polsk roddare
- Johann Wilhelm Joseph Braun (1801–1863), tysk romersk-katolsk teolog och kyrkohistoriker
- Johannes Karl Braun (1802-1866), tysk författare
- Josias Braun-Blanquet (1880-1964), schweizisk botaniker
- Julius Braun (1825-1869), tysk arkeolog
- Justin Braun (född 1987), amerikansk ishockeyspelare
- Karl Braun, flera personer
  - Karl Braun (politiker) (1822-1893), tysk politiker
  - Karl Braun von Braunthal (1802-1866), österrikisk författare
- Kaspar Braun (1807-1877), tysk konstnär
- Lars Braun (1657-1729), svensk läkare, adlad Braunerskiöld
- Lily Braun (1865-1916), tysk politiker
- Martina Braun Wolgast (född 1987), svensk popsångerska
- Marie Braun (1911-1982), nederländsk simmare
- Matthias Bernhard Braun (1684-1738), böhmisk skulptör
- Max Braun (1850-1930), tysk zoolog
- Maxim Braun (född 1993), kazakisk skidskytt
- Nicholas Braun (född 1988), amerikansk skådespelare
- Nicolaus Nicolai Braun (1658-1729), svensk biskop
- Otto Braun, flera personer
  - Otto Braun (filosof) (1885-1922), tysk filosof
  - Otto Braun (författare) (1897-1918), tysk författare
  - Otto Braun (kommunist) (1900-1974), östtysk politiker
  - Otto Braun (SPD-politiker) (1872-1955), tysk politiker
- Renaida Braun (född 1997), svensk sångerska
- Sabine Braun (född 1965), tysk friidrottare
- Scooter Braun (född 1981), amerikansk artistmanager
- Volker Braun (född 1939), tysk författare
- Wilhelm Braun (1897-1969), tysk längdåkare